# Bahnhof Astana

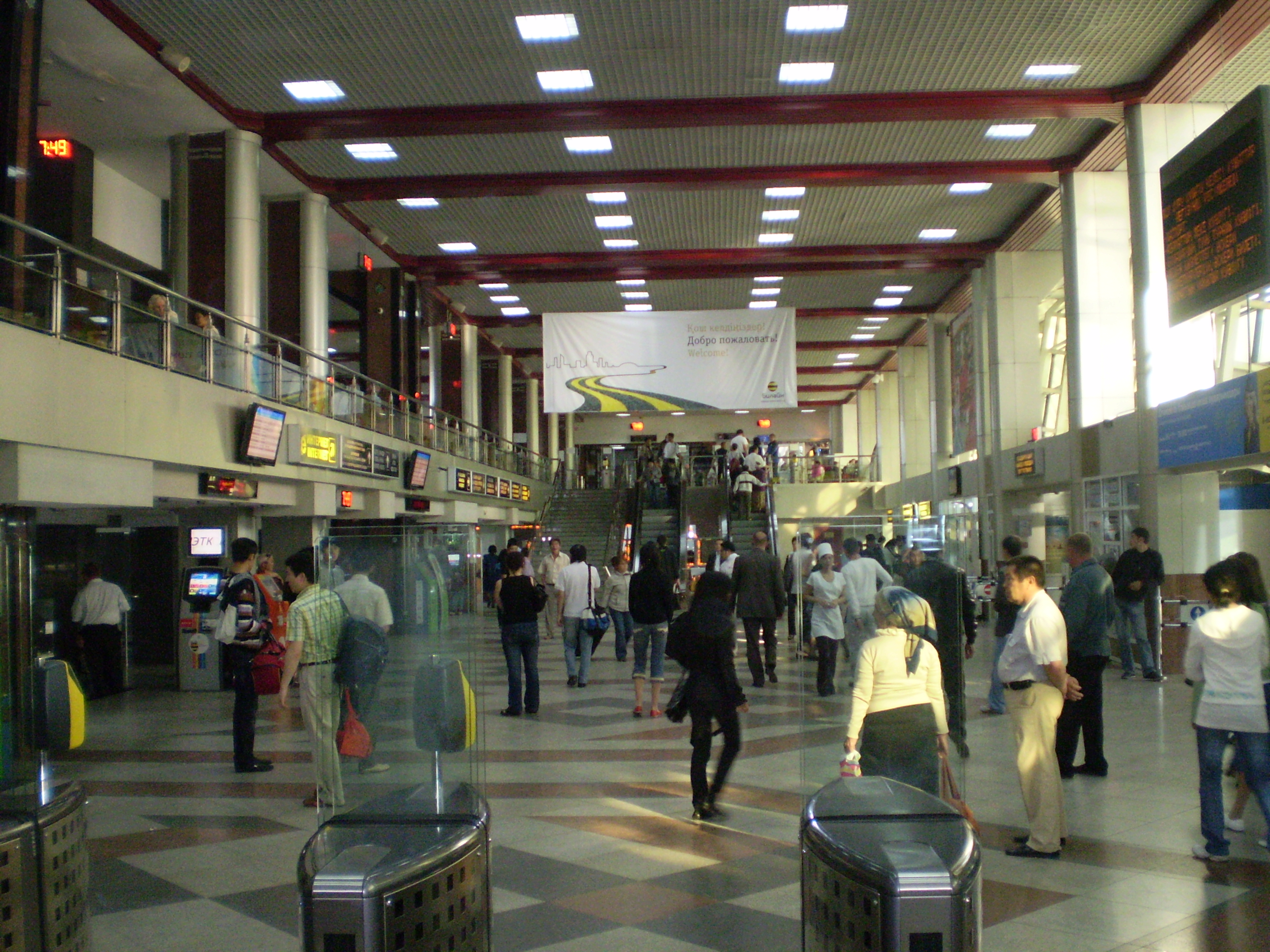
Empfangshalle, 2009

Der Bahnhof Astana (kasachisch Астана станциясы oder Астана вокзалы, russisch Железнодорожный вокзал Астаны) ist der Bahnhof der kasachischen Hauptstadt Astana und umfasst auch einen Rangierbahnhof. Betrieben wird er von der staatlichen kasachischen Eisenbahngesellschaft Kasachstan Temir Scholy.
Mit seinen 6.300 Reisenden täglich ist er einer der am meisten frequentierten Bahnhöfe des Landes.

## Bahnhof

### Lage
Der Bahnhof ist ein Durchgangsbahnhof und befindet sich im Nordwesten der Stadt, unweit der Kulyash Bayseitova Nationaloper und des Busbahnhofes. Die Orientierung des Bahnhofes verläuft in Nordwest-Südost-Richtung.
Mit der Inbetriebnahme des ersten 9,5 km langen Teilstücks der Stadtbahn Astana im Jahr 2012 wurde der Bahnhof mit dem alten Zentrum nördlich des Ischim und dem neuen Regierungsviertel südlich des Ischim verbunden.

### Aufbau
Die wesentlichen Bahnhofsanlagen sind der Personenbahnhof und der auf dessen Nordseite parallel dazu liegende Rangierbahnhof.
Der Personenbahnhof besitzt trotz seiner relativ großen Bedeutung nur drei Bahnsteiggleise. Unmittelbar östlich davon befindet sich eine kleinere stumpf endende Gleisharfe zum Abstellen von Personenzügen.
Der Rangierbahnhof besitzt einen automatisierten Ablaufberg in Richtung Westen mit 21 Richtungsgleisen.
Ein Bahnbetriebswerk befindet sich am westlichen Bahnhofskopf.

## Verbindungen
Astana ist ein wichtiger Verkehrsknotenpunkt im Eisenbahnverkehr sowohl in Nord-Süd- (von Petropawl nach Almaty und Taschkent) als auch in Ost-West-Richtung (von Moskau nach China).
Im Inland werden unter anderem Verbindungen nach Almaty, Qostanai, Pawlodar, Aqtöbe, Qaraghandy und Kökschetau angeboten. Nach Russland bestehen Verbindungen in die Städte Moskau, Sankt Petersburg, Nowokusnezk und Omsk. Außerdem ist Astana mit den zentralasiatischen Hauptstädten Bischkek und Taschkent verbunden. Weitere Verbindungen bestehen in die ukrainische Hauptstadt Kiew und in die chinesische Stadt Ürümqi.